# SCB-27
SCB-27 (Ship Characteristics Board 27) – program marynarki amerykańskiej mający na celu ulepszenie lotniskowców typu Essex według opracowanych przez Ship Characteristics Board założeń oznaczonych numerem SCB-27, zarówno wersji „krótkiej” jak i „długiej” (Ticonderoga), przeprowadzony pomiędzy 1947 a 1955. Program miał na celu dostosowanie lotniskowców z II wojny światowej do wymogów nowych, większych samolotów odrzutowych.

## Geneza
Opracowane na podstawie projektu lotniskowców typu Yorktown lotniskowce typu Essex były bardzo udaną konstrukcją. Zapewniały większą ochronę pasywną w razie nieprzyjacielskiego ataku niż konstrukcja ich poprzedników, dysponowały o 50% silniejszym uzbrojeniem służącym samoobronie, znacznie lepszym opancerzeniem, lepszą z punktu widzenia przeżywalności okrętu na polu walki aranżacją maszynowni oraz umożliwiały zaokrętowanie o 25% większej grupy lotniczej. W rzeczywistości, pod koniec wojny na Pacyfiku lotniskowce tego typu przenosiły grupy lotnicze złożone ze 103 samolotów, zamiast 91 do których przenoszenia zostały zaprojektowane. Jakkolwiek było to bardzo korzystne z taktyczno-operacyjnego punktu widzenia, okręty te były bardzo zatłoczone w celu umożliwienia akomodacji zarówno członków dodatkowych załóg samolotów i ich obsługi pokładowej, jak też zwiększonej liczby osób niezbędnych do obsługi stale powiększanego do końca wojny uzbrojenia. Projekt który początkowo przewidywał konieczność pomieszczenia o 10% większej liczby załogi niż poprzednia konstrukcja, pod koniec wojny musiał już pomieścić o 50% większą liczbę osób.
Jeszcze przed końcem wojny marynarka amerykańska rozpoczęła prace nad kolejną generacją lotniskowców, jednak wobec zakończenia działań wojennych i dużej liczby zbudowanych podczas wojny lotniskowców, dowództwo US Navy zdawało sobie sprawę, że nie otrzyma środków na budowę nowych okrętów tej klasy, toteż studia nad projektem nowych lotniskowców C2, obliczonych na przenoszenie znacznej liczby dużych samolotów uderzeniowych, zostały anulowane. Zamiast tego marynarka podjęła program dużej modernizacji lotniskowców typu Essex, której zadaniem była likwidacja odkrytych lub powstałych podczas wojny słabych stron tego typu. Poważne zniszczenia bojowe poniesione w wyniku ataków kamikaze - zwłaszcza na lotniskowce USS „Franklin” (CV-13) i „Bunker Hill” (CV-17) - uświadomiły potrzebę większej ochrony pomieszczeń załogi i bojowego centrum informacyjnego okrętów oraz ulepszenia systemów przeciwpożarowych. Walki o Okinawę natomiast unaoczniły potrzebę stosowania cięższej automatycznej broni przeciwlotniczej, ponieważ większy zasięg i wielkość ich pocisków pozwalała na łatwiejsze zwalczanie pocisków kierowanych (kamikaze) oraz samolotów dalej od okrętu. Inne wyzwanie stanowiły natomiast wchodzące do użytku samoloty odrzutowe.

## Modyfikacje

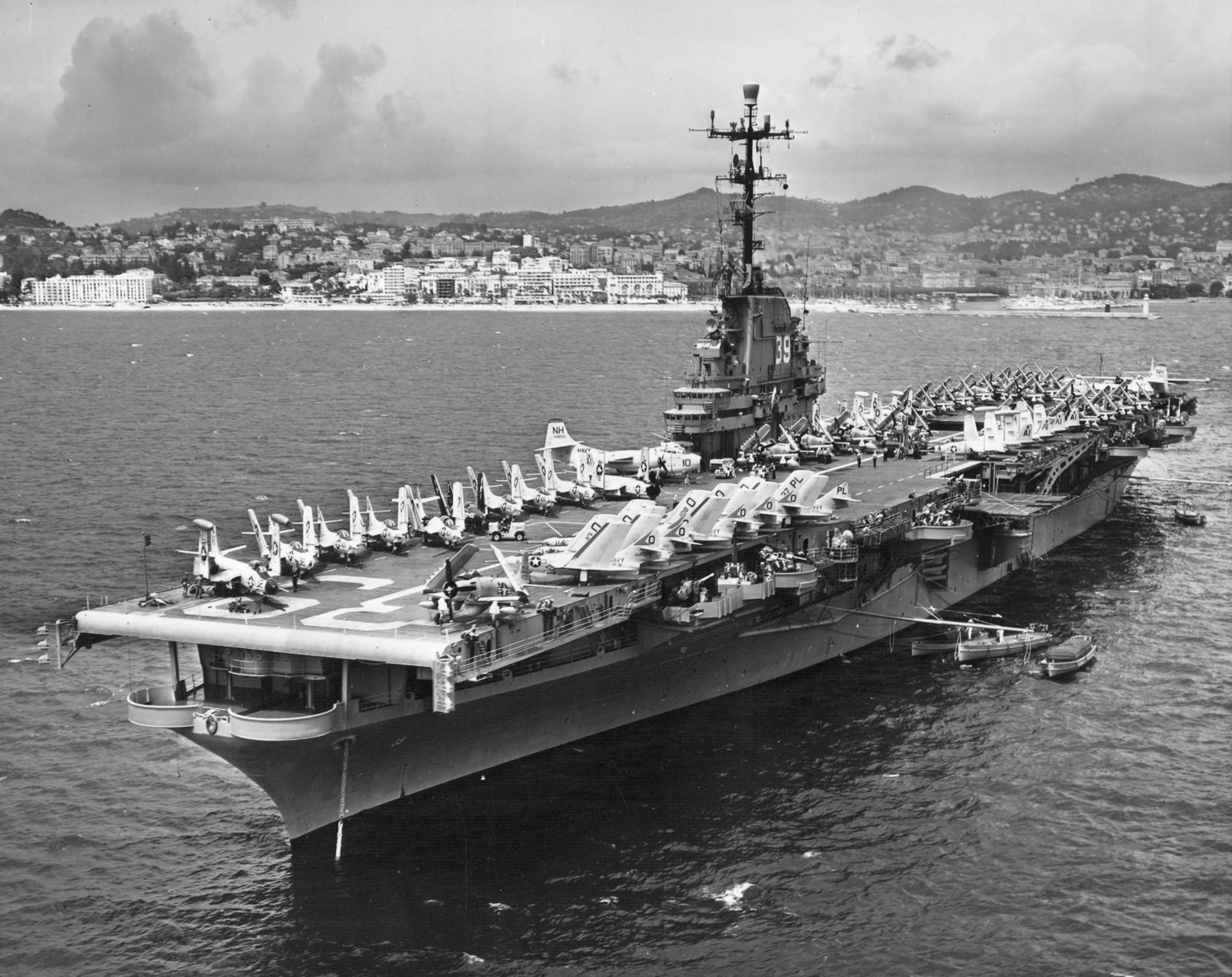
USS "Lake Champlain" (CVA-39) w konfiguracji SCB-27A

Modernizacja SCB-27A była bardzo obszerna - zmianami zostało objęte 40% okrętu, i trwała około dwa lata dla każdego okrętu. Aby móc obsłużyć cięższe i szybsze samoloty wczesnej ery odrzutowej, pokład lotniczy został znacząco wzmocniony i mógł przyjmować samoloty ważące ponad 23 tony, takie jak North American AJ Savage. Zainstalowano mocniejsze podnośniki, dużo silniejsze katapulty, nowe liny hamujące Mk 5. Oryginalne cztery podwójne podstawy dział 5 calowych (127 mm) zostały usunięte, przez co z pokładu lotniczego zniknęły wszelkie działa. Nowe pięciocalowe baterie 8 dział umieszczono po bokach pokładu lotniczego. Działa 40 mm zastąpiono podwójnymi automatycznymi działami 3-calowymi
Zwiększono stabilność okrętów przez zdjęcie pasa pancernego z ich kadłubów oraz zastąpienie go głębokim wybrzuszeniem sięgającym wewnątrz okrętu aż pokładu hangarowego, przechodzącym łagodnie w istniejącą strukturę kadłuba na dziobie i rufie. Wysepka została całkowicie przebudowana - stała się wyższa, ale krótsza, usunięto też wszystkie podstawy dział. Dodatkowo nawiewy do kotłów zostały przebudowane i przekrzywione w kierunku dziobu, aby stworzyć miejsce dla radaru i masztu komunikacyjnego na dachu wysepki. Dla lepszej ochrony załogi samolotów pomieszczenia dla niej zostały przesunięte z pokładu galeryjnego pod opancerzony pokład hangarowy, zainstalowano także większą zewnętrzną windę na sterburcie, aby umożliwić szybsze i prostsze przemieszczanie się załóg na pokład lotniczy. W związku z większym zużyciem paliwa nowych samolotów, o 50% - według innych źródeł aż niemal czterokrotnie - zwiększono pojemność zbiorników paliwa lotniczego - 300 tys. galonów, a parametry pomp zwiększono do 50 galonów na minutę. Zdolności przeciwpożarowe zostały zwiększone poprzez dodanie dwóch przeciwogniowych i przeciwodłamkowych przegród na pokładzie hangarowym, systemu gaszenia mgłą i pianą, wzmocnienie kurtyn wodnych i innego rodzaju usprawnienia. Ulepszono także systemy wytwarzania energii elektrycznej, magazyny broni i pomieszczenia obsługi. Wszystkie te zmiany spowodowały wzrost wyporności o około dwadzieścia procent. Okręty zanurzały się także głębiej, a prędkość maksymalna została lekko zredukowana - do 31 węzłów.

### Rodzaje modyfikacji
Wyróżniono dwa podtypy modernizacji SCB-27, co było spowodowane zmianami w technologii katapultowania samolotów, jakie zaszły na początku lat 50. XX wieku. Okręty zmodernizowane do standardu SCB-27A zostały wyposażone w parę katapult hydraulicznych typu H 8. Ze względów oszczędnościowych jedynie USS "Oriskany" (CV-34) otrzymała katapultę parową. Aby zmieścić maszynownię katapult, okręty SCB-27C były trochę szersze i cięższe od siostrzanych SCB-27A. Dodatkowo okręty SCB-27C zostały wyposażone w deflektory odrzutu samolotów, powiększone przednie podnośniki lotnicze, chłodzenie pokładu, pomieszczenia mieszania paliw, bariery wychwytujące samoloty oraz pomieszczenia dla przechowywania i obsługi broni nuklearnej, których były pozbawione okręty SCB-27A.

## Historia programu
USS „Oriskany” (CV-34), którego budowa została przerwana z powodu zakończenia II wojny światowej, posłużył jako prototyp i został przebudowany do standardu SCB-27A. Wszystkie lotniskowce typu Ticonderoga zmodernizowane w programie SCB-27, poza USS "Lake Champlain" (CV-39), przeszły dalszą modernizację w ramach programu SCB-125.

### Zmodyfikowane okręty
Źródło:www.history.navy.mil
|                                 | Program     | Stocznia     | Początek prac    | Ponowne wprowadzenie do służby |
| USS "Oriskany" (CV-34)          | SCB-27A     | New York     | sierpień 1947    | wrzesień 1950                  |
| USS "Essex" (CV-9)              | SCB-27A     | Puget Sound  | luty 1949        | styczeń 1951                   |
| USS "Wasp" (CV-18)              | SCB-27A     | New York     | maj 1949         | wrzesień 1951                  |
| USS "Kearsarge" (CV-33)         | SCB-27A     | Puget Sound  | luty 1950        | luty 1952                      |
| USS "Lake Champlain" (CV-39)    | SCB-27A     | Norfolk      | sierpień 1950    | wrzesień 1952                  |
| USS "Bennington" (CV-20)        | SCB-27A     | New York     | grudzień 1950    | listopad 1952                  |
| USS "Yorktown" (CV-10)          | SCB-27A     | Puget Sound  | marzec 1951      | luty 1953                      |
| USS "Randolph" (CV-15)          | SCB-27A     | Newport News | czerwiec 1951    | Jul 1953                       |
| USS "Hornet" (CV-12)            | SCB-27A     | New York     | lipiec 1951      | wrzesień 1953                  |
| USS "Hancock" (CV-19)           | SCB-27C     | Puget Sound  | grudzień 1951    | luty 1954                      |
| USS "Intrepid" (CV-11)          | SCB-27C     | Newport News | kwiecień 1952    | czerwiec 1954                  |
| USS "Ticonderoga" (CV-14)       | SCB-27C     | New York     | kwiecień 1952    | wrzesień 1954                  |
| USS "Shangri-La" (CV-38)        | SCB-27C/125 | Puget Sound  | październik 1952 | styczeń 1955                   |
| USS "Lexington" (CV-16)         | SCB-27C/125 | Puget Sound  | wrzesień1953     | sierpień 1955                  |
| USS "Bon Homme Richard" (CV-31) | SCB-27C/125 | Mare Island  | maj 1953         | wrzesień 1955                  |